# SMS Kurfürst Friedrich Wilhelm
SMS Kurfürst Friedrich Wilhelm byl predreadnought Německého císařského námořnictva třídy Brandenburg. Roku 1910 byl spolu se svou sesterskou lodí SMS Weißenburg odprodán Osmanské říši a přejmenován na Barbaros Hayreddin na počest osmanského admirála Chajruddína Barbarossy. Loď se zúčastnila bojů první balkánské a první světové války.

## Stavba
Plavidlo postavila německá loděnice Kaiserliche Werft Wilhelmshaven ve Wilhelmshavenu.

## Konstrukce
Pohon obstarávaly dva parní stroje s trojnásobnou expanzí o výkonu 10 200 ihp, kterým obstarávalo páru 12 kotlů. Maximální rychlost lodě činila 16,5 uzlů.
Hlavní dělostřelecká výzbroj sestávala ze šesti 280mm děl rozmístěných po dvou kusech na přídi, zádi a uprostřed lodě. Původně byly kryté jen pancéřovým štítem, později umístěné ve třech kupolovitých věžích. Věže na přídi a zádi byly vybaveny děly o délce 40 ráží, zatímco věž uprostřed lodě kratšími kanóny o délce 35 ráží. Dále byla loď vyzbrojena šesti 105mm děly umístěnými po třech v kasematech na bocích lodě, osmicí 88mm děl a šesti 450mm torpédomety. Po modernizaci lodě na začátku 20. století byl zvýšen počet 105mm děl na osm a snížen počet torpédometů na tři.
Ochranu lodě tvořil pancéřový pás o tloušťce 400 mm, zužující se na 300 mm na přídi a zádi a 200 mm na spodní straně. Pod ním byla navíc umístěna vložka z teakového dřeva o tloušťce 200 mm. Velitelskou věž a barbety chránil 300mm pancíř, věže pak 50mm na jejich vrchu rozšiřující se na 120mm na jejich stranách. Paluba byla pancéřována pancířem o tloušťce 60 až 65 mm.

## Služba

### Německé námořnictvo
Loď byla slavnostně spuštěna na vodu dne 30. června 1891 za přítomnosti německého císaře Viléma II., který ji slavnostně pokřtil po svém slavném předkovi Kurfürst Friedrich Wilhelm.
Jako součást 1. divize I. eskadry bitevních lodí byl spolu s predreadnoughty SMS Brandenburg, SMS Wörth a SMS Weißenburg nasazen k podpoře německého expedičního sboru, určeného k potlačení boxerského povstání, a v červenci 1900 vyrazil k čínským břehům.
V roce 1904 prošla loď modernizací.

### Osmanské námořnictvo
V prosinci 1909 začala jednání mezi Osmanskou říší a Německým císařstvím o odprodeji německých lodí osmanskému námořnictvu. Dohoda byla uzavřena 5. října 1910, kromě Kurfürsta Friedricha Wilhelma byla prodána jeho sesterská loď SMS Weißenburg a také čtveřice torpédoborců. Kurfürst Friedrich Wilhelm byl přejmenován na Barbaros Hayreddin.
Svého prvního ostrého nasazení se lodě dočkaly již v říjnu 1911, kdy Italské království vypovědělo Osmanské říši válku kvůli Libyi. Barbaros Hayreddin byl spolu s jádrem osmanského loďstva na manévrech, musel se proto vrátit do Istanbulu a zde být připraven na válečný střet. Válku nakonec přečkal při obraně Dardanel před nikdy nepřišedším italským útokem.

#### První balkánská válka
K dalšímu nasazení během první balkánské války. Dne 16. prosince 1912 se střetly s řeckou flotilou v čele s obrněným křižníkem Georgios Averof, ale byly nuceny se stáhnout. Loď se také podílela na pozemní podpoře osmanských vojsk. Dne 18. listopadu tak například spolu s pancéřovou lodí Mesudiye poskytl za první bitvy u Çatalcy dělostřeleckou podporu tureckému I. sboru. Mezi 8. a 10. únorem 1913 pak podporoval námořní výsadek u městečka Şarköy, celkem zde vystřílel 250 105mm a 180 88mm granátů. 26. března pomohl dočasně zastavit útok bulharského pravého křídla v druhé bitvě u Çatalcy a o čtyři dny později poskytl dělostřelecké krytí tureckého protiútoku.

#### První světová válka
Již v době prodeje do Turecka byly tyto lodě považovány za zastaralé, hlavně kvůli své nedostatečné rychlosti. Během první světové války neopustily průlivy Bospor a Dardanely, zapojily se však jako plovoucí baterie do obrany průlivů a ostřelování dohodových sil za bojů o Gallipoli. Po vstupu Osmanské říše do války byl na turecké lodě kromě tureckého velitele přidělen také velitel německý. V případě Barbaros Hayreddina se jednalo o korvetního kapitána Joachima von Arnim.
Dne 5. března 1915 došlo k dělostřeleckému souboji mezi Barbaros Hayreddinem a britským dreadnoughtem HMS Queen Elizabeth. Díky tomu, že střelba probíhala přes pevninu, oba soupeři na sebe přímo neviděli. Výhodu tak měli Turci, kteří dostávali signály od dělostřeleckého důstojníka vyslaného na pevninu a navádějícího palbu. Turecká loď donutila moderní britský dreadnought k ústupu. Druhý den se souboj se stejným výsledkem opakoval. Od 25. dubna do konce května 1915 se spolu s Torgut Reisem střídaly v bombardování pozic dohodových vojsk na poloostrově Gallipoli a také jejich válečných a transportních lodí.
Dne 27. dubna 1915 na Barbaros Hayreddina a Torgut Reise neúspěšně zaútočila australská ponorka HMAS AE2. K dalšímu ponorkovému útoku došlo 26. května, tentokráte loď minula dvě torpéda vypálená britskou ponorkou HMS E11. Osudným se tak lodi stal až třetí útok z 8. srpna 1915, opět vedený E11. V pět hodin ráno místního času byl Barbaros Hayreddin torpédován a potopil se během pouhých sedmi minut, zahynulo 253 či 258 členů její posádky.